# Interferencias gramaticales del español en el catalán

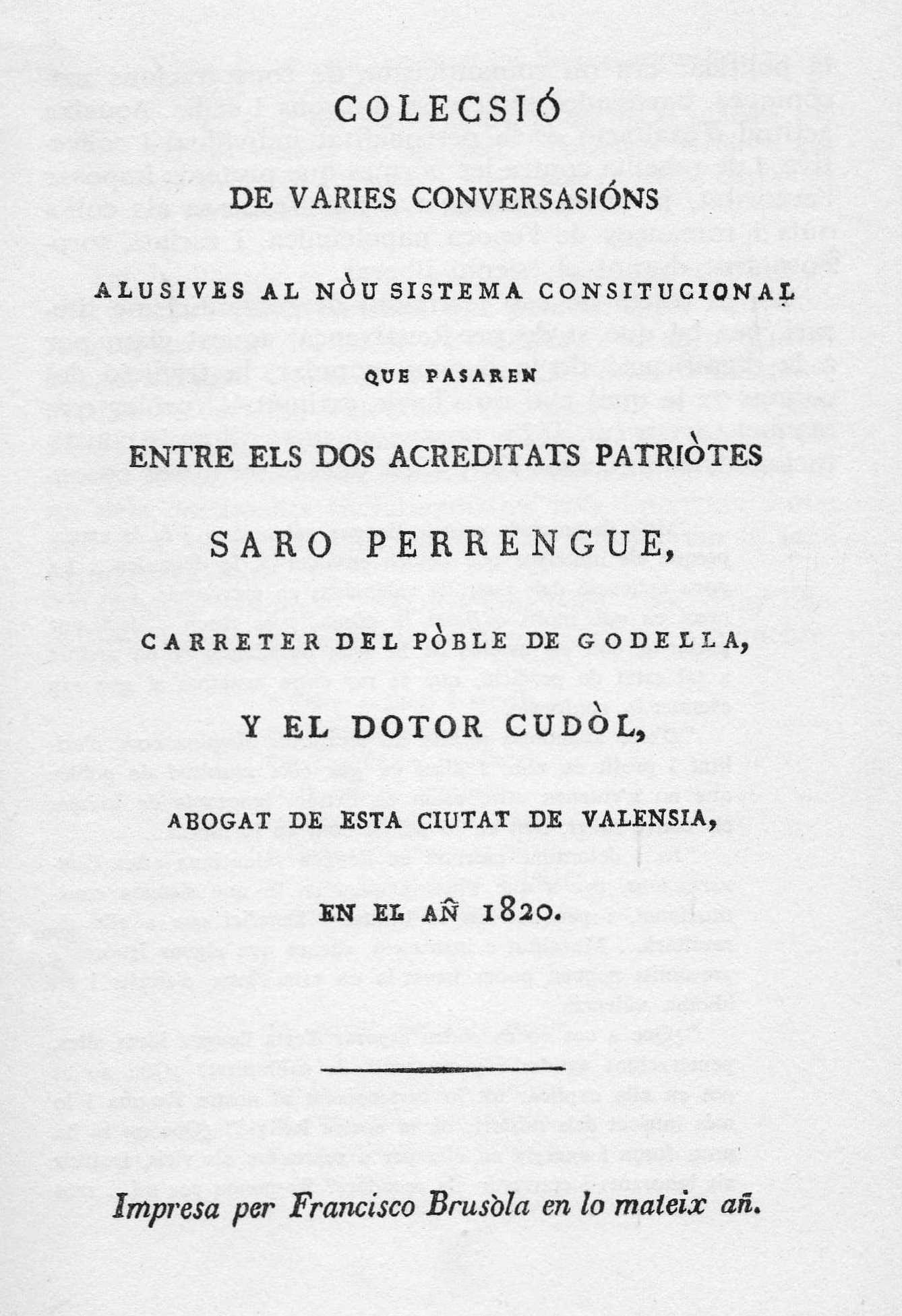
Publicación en valenciano del 1820.

Debido al contacto entre lenguas (especialmente con el castellano), en los territorios donde se habla catalán se dan interferencias gramaticales —desviaciones de la lengua considerada normativa— a todos los niveles de la lengua; desde el más coloquial hasta la supuesta lengua estándar de los medios de comunicación, e incluso en el lenguaje literario.
En algunos sectores de la sociedad catalana existe una voluntad de acercamiento o de nivelación entre las formas propias del catalán y las del castellano, en detrimento de las particularidades del primero. El catalán resultante de este deseo de asimilación ha sido calificado de "catalán light" o "catañol". A su vez, el catalán correcto y normativo ha sido muy a menudo tachado de "catalán heavy" por los defensores de la primera postura. 
Si bien es cierto que toda tendencia a la exageración y a la pedantería debería desterrarse de cualquier sistema eficiente de comunicación —en catalán se ha hecho un uso a veces abusivo del neologismo y del arcaísmo—, no debería permitirse la aniquilación y disolución de un sistema lingüístico por asimilación a otro sistema que le es ajeno. El catalán forma parte de un continuo de lenguas denominadas románicas (véase Europa latina), por lo que si solo se considera la lengua española como referencia y comparación de la lengua catalana, se está ignorando voluntariamente una historia que sobrepasa, en el tiempo, las actuales fronteras políticas, lo cual va en contra la natura misma de la lengua catalana.
A continuación se enumeran algunas de las interferencias gramaticales más habituales.

## Sintaxis

### No caída de preposición o cambio de preposición cuando haría falta
En catalán no se admite el contacto entre una preposición y la conjunción completiva "que". Por eso no se puede decir "em refereixo *a que/què", sino que hay decir "me refiero que" o, mejor, "me refiero al hecho que". Igualmente no se puede decir "tinc esperança de que vingui" o —por confusión con el relativo— "tinc esperança de *que/què vingui", sino "tinc esperança que vingui". Tampoco se tiene que decir "es basa en *què/que", sino "es basa en el fet que" o "es basa en la idea que". Tampoco "confio en *què/que vindrà" sino "confio que vindrà". 
Las preposiciones "a", "de", "amb" y "en", o bien caen obligatoriamente ante la conjunción "que", o bien hay que insertar un elemento entre la preposición y la conjunción; "hecho", "idea", "tesis". Construcciones como "la idea *de que/què", "l'esperança de *què/que", "per tal *de que/què", o "des *de que" son igualmente erróneas.
La preposición "en" no se considera aceptable antes de infinitivo, a no ser que sea una construcción temporal del tipo "en arribar, jo ja hi era", por eso se tiene que cambiar: "insisteixen en la seva innocència" (en + sintagma nominal), "insisteixen que són innocents" (caída de preposición antes de "que" completivo), o "insisteixen a dir que són innocents" (cambio de preposición ante el infinitivo).

### Uso extensivo de la preposición "a" ante los objetos directos de persona
La preposición "a" ante objeto directo de persona sólo se utiliza ante cuantificadores como "tots" o "ningú", nunca delante del resto de construcciones. Se dice "això afecta a tothom", pero no "això afecta al trànsit aeri", sino "això afecta el trànsit aeri". No hay que confundir el complemento directo con el indirecto, tal y como sucede en castellano. "Afectar", "concernir", etc. rigen objeto directo y por lo tanto no traen "a".

### "AMB" abusivo
En aquellos verbos en los que el catalán no usa "amb" y en los que no aporta nada, como por ejemplo: "Continuar *amb alguna cosa": Continuar *amb alguna cosa.

### Confusión entre los pronombres relativos y las oraciones subordinadas completivas
Cuando alguien escribe, por ejemplo, "parlava de què aquella situació no li agradava" comete dos errores. En primer lugar, no hace caer la preposición delante del segundo "que", segundo, confunde un "que" completivo con un pronombre relativo. ¿Cómo distinguir un "que" completivo de uno relativo? Sólo hay que sustituir el "que" en cuestión por un "qual"; si suena bien es relativo, si no suena bien, es que se trata de un completivo: "Parla del qual aquella situació no li agradava". No tiene sentido, por tanto se trata de un "que" completivo. Es mejor optar por "diu que... " y evitar el calco "parlar de...", así se evitarían dos interferencias.

### Eliminación de negaciones
Desaparición del adverbio "no" cuando aparece antes en el interior de la frase un adverbio negativo, exactamente como en castellano. Por ejemplo "No vendré nunca" en lugar de "nunca vendré".
- Datos: Q15042889